# Папина дочка (фильм, 2020)
«Папина дочка» (фр. Le Prince oublié) — французская приключенческая комедия режиссёра Мишеля Хазанавичуса. Это 8-я по счёту его полнометражная работа. Во Франции фильм вышел 12 февраля 2020 года. В России — 29 октября 2020 года.

## Сюжет
Джиби по давно сложившейся традиции рассказывает своей дочери Софии сказки перед сном. Девочка в полной мере принимает участие в их создании, придумывая новые уникальные миры наравне с отцом. Там она предстаёт прекрасной принцессой, которую всегда готов защитить рыцарь-отец. Но однажды они сталкиваются с вполне реальными проблемами, и здесь Джиби придётся стать уже настоящим героем и отправиться в страшную страну Забытья.

## В ролях
- Омар Си — Джиби[1]
- Беренис Бежо — Клотильда[1]
- Сара Гайе — София в 12 лет / принцесса
  - Кейла Фала — София в 8 лет / принцесса
- Франсуа Дамьен — Припру
- Удеш Ругхупутх — Махараджа
- Эрик Жюдор — ковбой (озвучка)

## Критика
Фильм Хазанавичуса получил в основном сдержанные и отрицательные отзывы профессиональной критики и рядовых зрителей.